# Ngas jezik
Ngas jezik (angas, karang, kerang; ISO 639-3: anc), jedan od čadskih jezika kojim govori 400 000 ljudi (1998 SIL) u nigerijskoj državi Plateau.
Naziv karang ili kerang ime je sela, dok domoroci preferiraju naziv ngas za svoj jezik. Postoje dva dijalekta. Pismo: latinica.

## Glasovi
43: p b b< t d d< c dj dj< k g tS dZ f v s z S Z gF m n nj N l r h i: I E i_: a a: u u: j w 3i e o pJ bJ mJ.

## Vanjske poveznice
- Ethnologue (14th)
- Ethnologue (15th)